# Karol Libelt

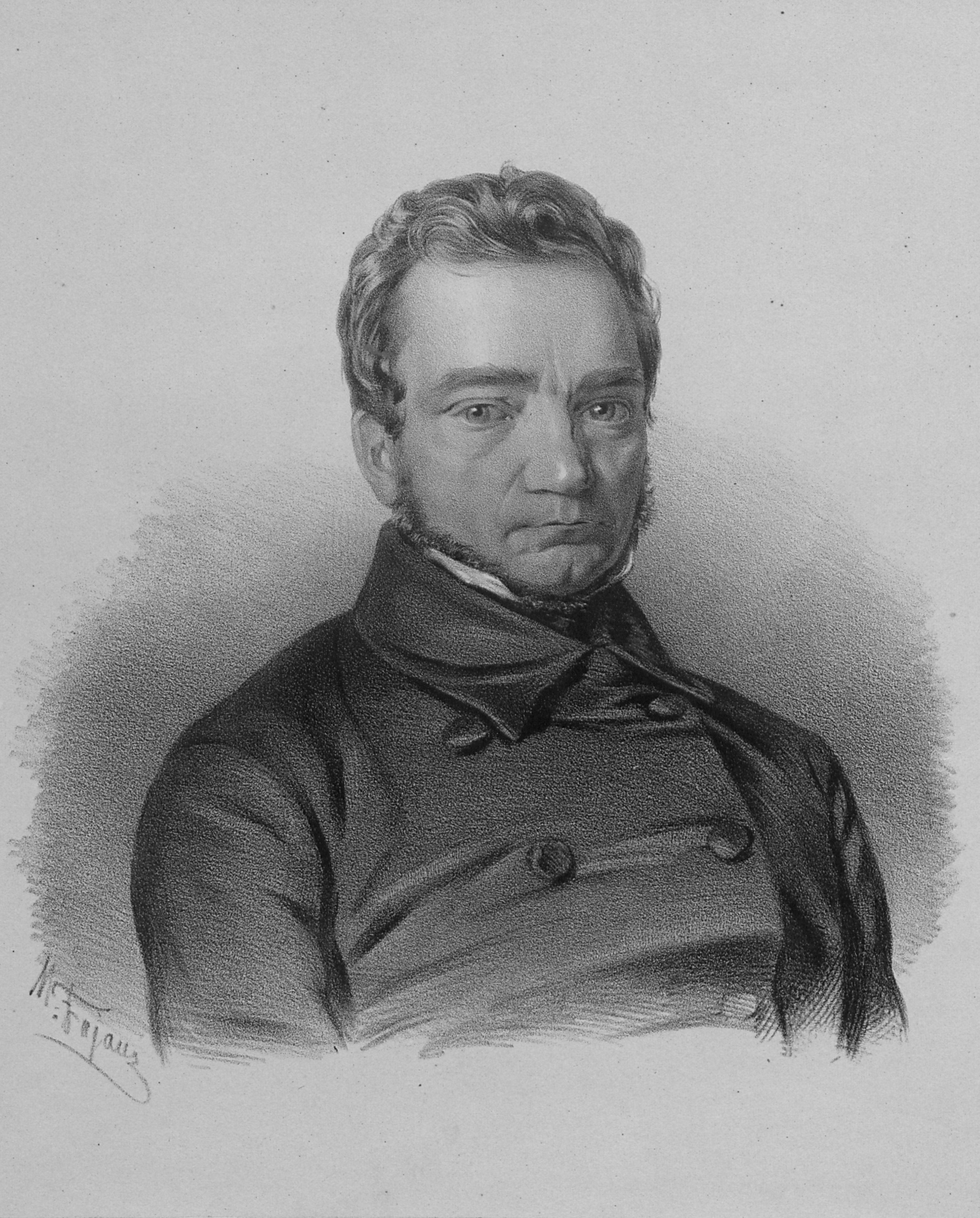
Karol Fryderyk Libelt.

Karol Fryderyk Libelt, född 8 april 1807 i Posen, död 9 juni 1875 i Brdowo, var en polsk filosof och politiker. 
Libelt studerade filosofi i Berlin under Friedrich Hegel, deltog i polska resningen 1831 och hölls efter dess kuvande fängslad i nio månader i Magdeburg. Åren 1847–48 hölls han åter fängslad för delaktighet i en revolutionär sammansvärjning. Sedan 1850 var han bosatt på sitt gods Czeszevo. Han invaldes gång på gång i preussiska lantdagen, där han var det polska partiets ledare. I tidskrifterna "Rok" (Året) och "Tygodnik literacki" (Litterärt veckoblad) uppträdde han 1840–46 med framgång som litteraturkritiker. 
Bland Libelts arbeten märks Filozofia i krytyka (fem band, 1845–50), Dziewica orleanska (Orleanska jungfrun, 1847) och Estetyka (tre band, 1849–54). En samling av hans verk utkom 1875–76 i sex band. Som organ för tänkandet satte han intuitionen likaberättigad med det rena förnuftet. Han lade vikt vid den synliga och den osynliga världens enhet. Hans skrifter bidrog i hög grad till att i Polen väcka intresse för filosofin.